# Unnau

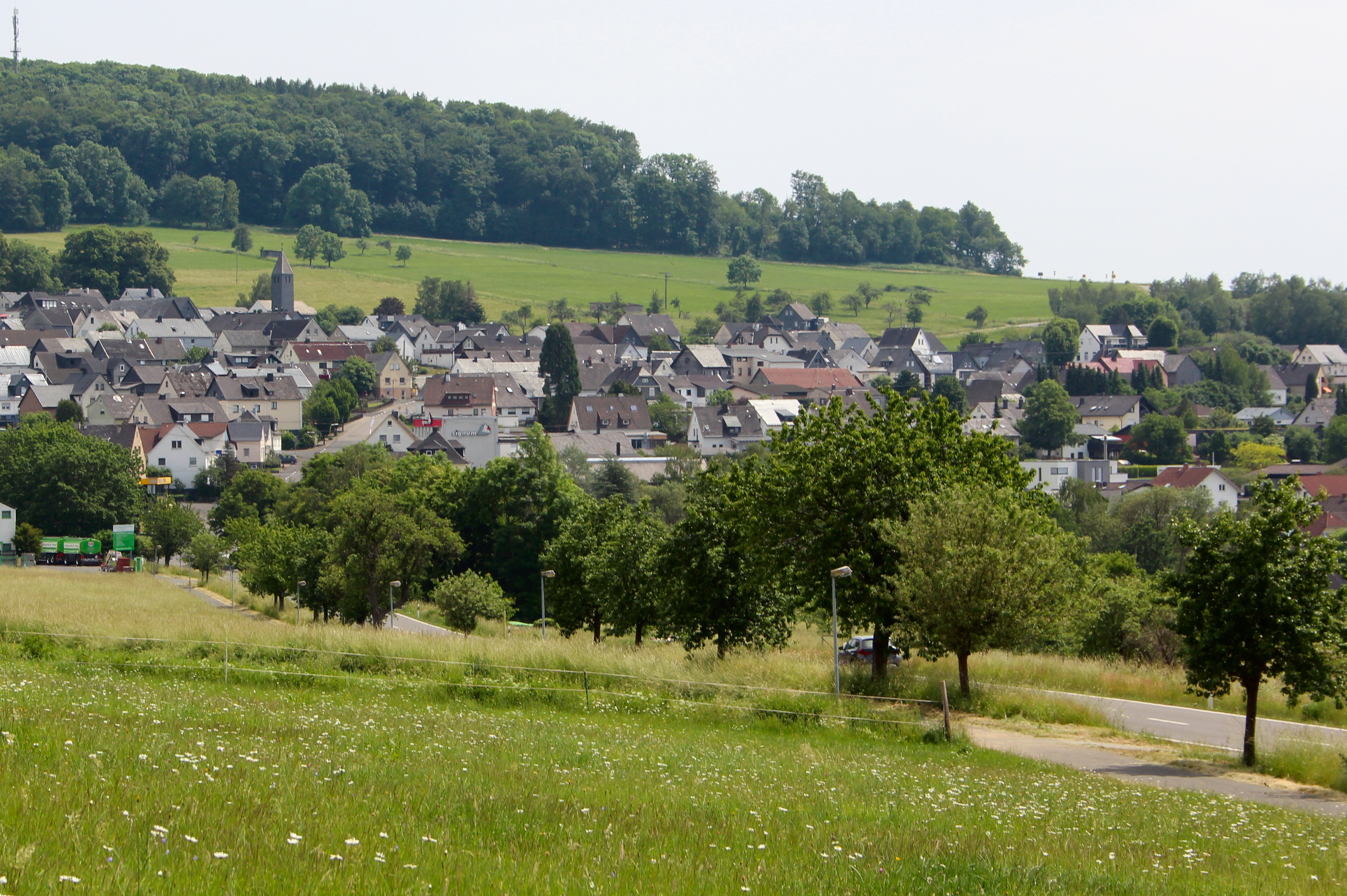
Panorama von Unnau

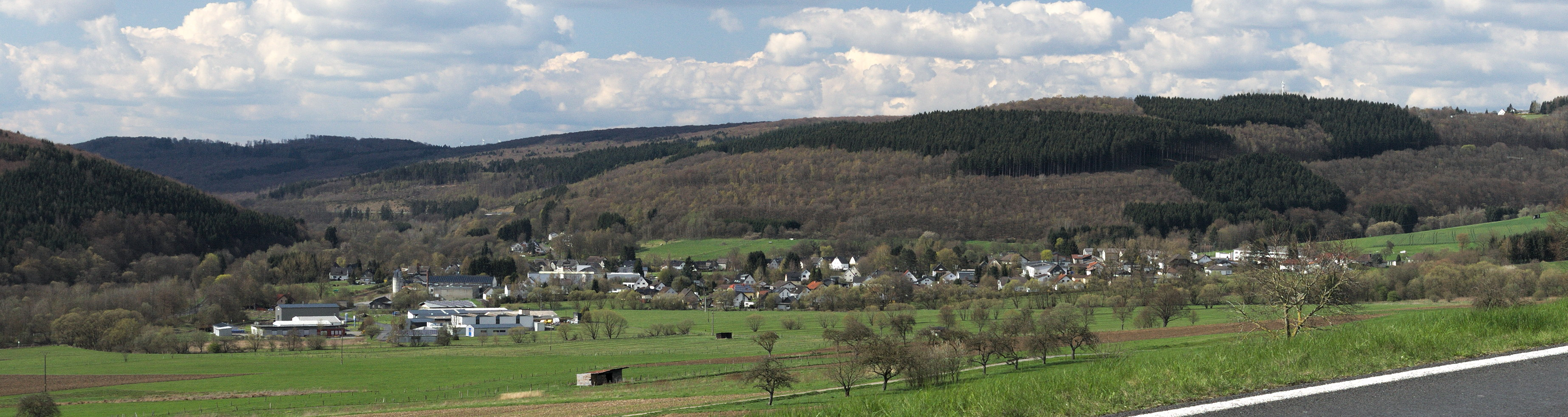
Panorama von Unnau-Korb

Unnau ist eine Ortsgemeinde im Westerwaldkreis in Rheinland-Pfalz. Sie gehört der Verbandsgemeinde Bad Marienberg (Westerwald) an.

## Geographische Lage
Die Gemeinde liegt im Westerwald zwischen Limburg und Siegen. Durch die Gemeinde fließt die Große Nister. Ortsteile sind Unnau mit dem Wohnplatz Struthof, Korb mit dem Wohnplatz Nistersägewerk sowie Stangenrod. Nachbarorte sind Zinhain im Osten, Hardt im Süden, Nistertal im Südwesten und Hachenburg sowie Nister im Nordwesten von Unnau.

## Geschichte
Der Ort wurde im Jahre 1000 zum ersten Mal urkundlich erwähnt.
Am 7. Juni 1969 wurde die heutige Ortsgemeinde Unnau aus den bis dahin selbständigen Gemeinden Korb (282 Einwohner), Stangenrod (378 Einwohner) und Unnau (912 Einwohner) neu gebildet.
Bevölkerungsentwicklung
Die Entwicklung der Einwohnerzahl bezogen auf das heutige Gebiet der Ortsgemeinde Unnau, die Werte von 1871 bis 1987 beruhen auf Volkszählungen:
| Jahr | Einwohner |
| ---- | --------- |
| 1815 | 532       |
| 1835 | 648       |
| 1871 | 702       |
| 1905 | 858       |
| 1939 | 1.067     |
| 1950 | 1.293     |
| 1961 | 1.353     |

| Jahr | Einwohner |
| ---- | --------- |
| 1970 | 1.579     |
| 1987 | 1.705     |
| 1997 | 1.881     |
| 2005 | 1.893     |
| 2011 | 1.885     |
| 2017 | 1.864     |

## Politik

### Bürgermeister
Iris Wagner wurde im Sommer 2019 Ortsbürgermeisterin von Unnau. Bei der Direktwahl am 26. Mai 2019 konnte sie sich mit einem Stimmenanteil von 78,97 % gegen den bisherigen Amtsinhaber Ulrich Leukel durchsetzen. Sie wurde im Juni 2024 wiedergewählt.
Leukel hatte das Amt des Ortsbürgermeisters seit 1999 ausgeübt, sein Vorgänger Manfred Franz von 1974 bis 1999.

## Kultur und Sehenswürdigkeiten
- Liste der Kulturdenkmäler in Unnau
- Liste der Naturdenkmale in Unnau

## Verkehr

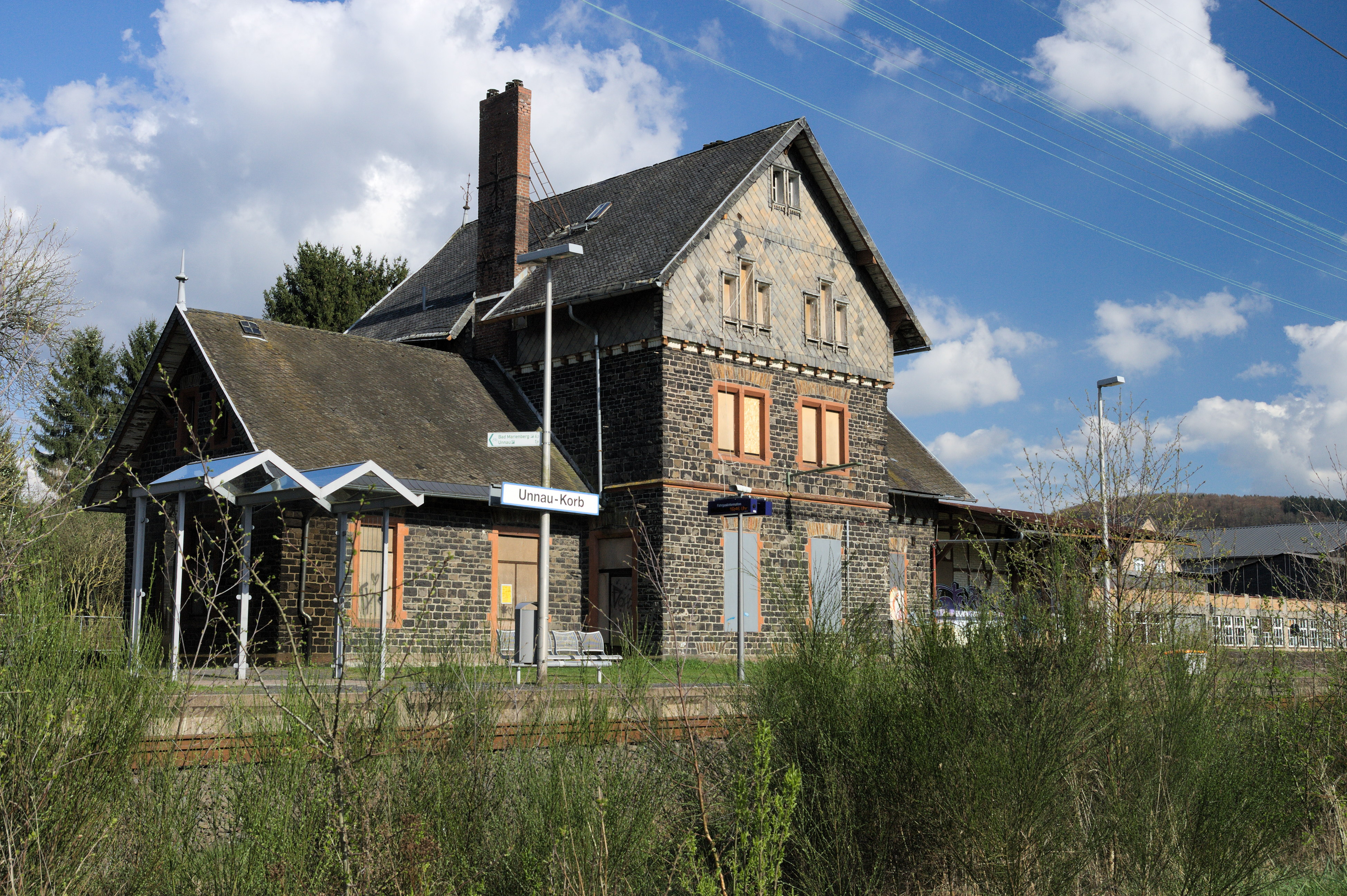
Bahnhaltepunkt Unnau-Korb

- Nördlich des Ortes verläuft die B 414, die von Hohenroth nach Hachenburg führt. Die nächste Autobahnanschlussstelle ist Haiger/Burbach an der A 45 (Dortmund–Hanau), etwa 24 Kilometer entfernt.
- Unnau ist durch die Bahnstation Unnau-Korb an die Oberwesterwaldbahn angebunden, auf welcher die Züge der Linie RB 90 von Siegen via Au (Sieg), Altenkirchen, Hachenburg, Nistertal, Westerburg und Limburg an der Lahn nach dem Rheinland-Pfalz-Takt täglich etwa stündlich verkehren.
- Am Bahnhof Au (Sieg) besteht Anschluss an die Züge des Rhein-Sieg-Express RSX, welcher als RE 9 von Aachen über Köln, Siegburg/Bonn, Wissen (Sieg) und Betzdorf nach Siegen verkehrt und zur S-Bahn Linie 12, welche von Düren über Köln und Siegburg/Bonn nach Au verkehrt.